# Sommer-Paralympics 2012/Teilnehmer (Dominikanische Republik)
| stlisierte Goldmedaille | stlisierte Silbermedaille | stlisierte Bronzemedaille |
| ----------------------- | ------------------------- | ------------------------- |
| —                       | —                         | —                         |

Die Dominikanische Republik entsendete zwei Sportler zu den Paralympischen Sommerspielen 2012 in London.

## Teilnehmer nach Sportart

### Leichtathletik
Männer:
- Alfonso Olivero Encarnacion

### Radsport
Männer:
- Rodny Minier Castillo